# 片親引き離し症候群
片親引き離し症候群（かたおやひきはなししょうこうぐん、片親疎外症候群⟨ｶﾀｵﾔｿｶﾞｲｼｮｳｺｳｸﾞﾝ⟩、英：Parental Alienation Syndrome、略称PAS）とは、1979年に女性差別撤廃条約が国連で採択され、1981年に発行された後、家庭裁判で苦しい立場が続いた家庭内暴力加害男性を、不利な立場から逆転勝訴させるために、法廷で加害者擁護弁論をしたり、小児性愛者擁護基金設立を連邦政府に要請するなどして、小児性愛擁護派として知られたのち、その理論が「科学的根拠がなく、精査されていない捏造論文である」として国際的に大きな論争を呼び、最終的に持病を苦に自殺したとされる精神分析派の精神科医、リチャード・A・ガードナーによって1980年代初めに、自費出版の著書群で主張された科学的根拠のない捏造用語。概して、両親の離婚や別居などの原因により、子供を監護している方の親（[監護親]）が、もう一方の親（非監護親）に対する誹謗や中傷、悪口などマイナスなイメージを子供に吹き込むことでマインドコントロールや洗脳を行い、子供を他方の親から引き離すようし向け、結果として正当な理由もなく片親に会えなくさせている状況を指していた。なお、対立側としては、概して映画『Le Mur』での自閉症の捉え方や性理論への批判を通して、精神分析派と対立した国境なき医師団や、アメリカでの家族法改革に関するホワイトハウスの顧問も務めたリチャード・ウォーシャック（Richard A. Warshak）らが有名である。
WHOでは、2019年5月25日、ICD-11（疾病及び関連保健問題の国際統計分類）において「親の疎外（parental alienation）」および「親の疎遠（parental estrangement）」を、検索用語から削除した。
EUイスタンブール条約（女性に対する暴力およびドメスティックバイオレンスの防止およびこれとの闘いに関する条約、2011年）の2022年国際女性デーにおける声明について、平野裕二によれば、「片親疎外」（Parental Alienation）という用語および類似の概念・用語の濫用は、抑制されなければならない。
「片親疎外」の非難を、権力および統制の継続と捉えるべきである。このような概念の濫用は、そもそも指令において明示的に違法化されなければならない。これらの概念は、母親に対して面会交流または監護権を認めない目的で、虐待的な親によって（通常は虐待的父親から母親に対して）しばしば用いられてきたためである。と述べている。
このように、度重なる国際機関からの注意の呼びかけにも関わらず、女性への差別と偏見から、司法における家庭裁判所での認知が大幅に遅れ、親権を剥奪された家庭内暴力（強制支配）被害者である母親から、家庭内暴力（強制支配）加害者である父親からの性的被害を含めた子供たちの親権を剥奪し、ファミニサイドや子供たちの自死または病死を加速させ、世界中で「家庭裁判所による大量殺人」「国家的スキャンダル」とも例えられる、女性への差別と暴力が蔓延している状況を憂慮し、国際連合は2023年6月23日、the UN General Assembly UN Human Rights Council Fifty-third session 『#A/HRC/53/36』の中で、極めて明確に“parental alienation” and similar pseudo-concepts（片親疎外及び類似の概念）を厳禁とした。よって、“parental alienation” and similar pseudo-concepts（片親疎外及び類似の概念）は「法的効力を一切持ち合わせない」ことが、2023年BBCの取材に応じた英最高裁判所長官によって確認されている。

## 概要
PASの影響として、子供の精神面や身体面に様々な悪弊が出たり、生育に悪影響があり、配偶者に対しての情緒的虐待でもあると捉えられている。ガードナーは、PASは子供に様々な情緒的問題、対人関係上の問題などを生じさせ、長期間にわたって悪影響を及ぼすと主張、引き離しを企てている親の行為は子供に対する精神的虐待であると指摘している。
PASの法的証拠としての有効性は、専門家委員会のレビューや、イギリスのイングランド・ウェールズ控訴院によって否定されており、カナダ法務省はPASを用いないように推奨しているが、米国の家庭裁判所での論争においては用いられた例がある。ガードナーは、PASは法曹界に受け入れられており、多くの判例もあるとしているが、実際の事件を法的に分析した結果、この主張は正しくないことが示されている。
PASを医学的に「症候群」や「疾患」であると認定している専門職団体はない。アメリカ精神医学会の『精神障害の診断と統計マニュアル』第5版（DSM-5）の草案には記載されていない。
連れ去りが、子供にしばしば引き起こす精神的障害は、分離不安、PTSD、摂食障害、学習障害、行動障害などである。これらの精神的障害は、DSMに記載されている。自然災害もPTSDを起こすことがあるが、自然災害は「疾患」ではない。同様に、連れ去り自体は「疾患」ではない。

## PASという用語について
PASは診断学上の症候群の概念には該当していない。これについては、ガードナーとケリー＆ジョンストンの間で激しい論争があった。ケリー＆ジョンストンは「疎外された子供」の定義から評価することを提唱し、子供が他方の親との接触に抵抗を示すケースの全てを、悪意のプログラミングによる片親引き離し症候群と考えるのは単純であり、診断学上のシンドローム（症候群）に該当しないと批判した。

## 片親引き離しの影響
片親引き離しは、子供に次のような影響を与えると主張されている
片親だけで育てられた子供は、精神的な問題を起こしやすい
片親だけで育てられた子供は、学業成績不良、睡眠障害、抑うつ症状、自殺企図、違法行為、風紀の乱れ、薬物依存などの問題を起こしやすい。バージニア大学のヘザリントン教授は、離婚が子供に及ぼす影響について研究したが、「片親だけで育てられた子供は、精神的トラブルが2倍になる」と述べた（ここでは触れられていないが、再婚家庭においても同様の問題が起きやすい事が指摘されている。詳しくは下記を参照）。
子供の発達・発育に不利になる
ケンブリッジ大学のMichael Lamb 教授は、「片親と子供の分離が子供に不利にならないようにするためには、時間をうまく配分したとしても、片親と過ごす時間が子供の時間の30～35％以上あることが必要である」と述べた。
一方の親の役割を果たせなくなる
父親の役割と、母親の役割は、共通の部分もあるが、異なる部分もある。例えば、父親は、子供が成長して迎え入れられる社会について、子供に教え準備をさせ、子供の独立を促す。また規律、ルール、労働、責任、協力、競争などについて、子供に教える 。一方で、母親は、子供の情操面を育み、思いやりや優しさを教える。子供の心の健全な発育のためには、母子の心理的な絆が不可欠である。
同居親との関係もうまく行かなくなる
別居や離婚が子供の思春期以後に起きた場合には、子供から片親が引き離されると、子供は同居親からも精神的に離れていく事が多い。同居親とあまり話さなくなったり、自室に引きこもったりする事が多くなる。同居親に新しい交際相手ができて性的活動が行われるようになると、この傾向は一層顕著になる。

## 片親疎外の段階と症状の違い
ガードナーは、片親疎外の段階について3つに区分し、それぞれの段階に応じた対処の方法を提唱している。以下の表はその区分の目安である。
| 主な症状 | 軽度                 | 中度                     | 重度                                               |
| --- | -------------------- | ------------------------ | -------------------------------------------------- |
| 中傷のキャンペーン | 最小                 | 中度                     | 手強い                                             |
| 薄弱・軽率・不条理な、軽蔑の正当化（嫌悪感や恐怖心の説明が不合理・不適切な内容で、拒絶された親の言動と釣り合っていない） | 最小                 | 中度                     | 多数の不条理な正当化                               |
| 両面感情の欠如（非同居親をもっぱら否定的な言葉で言い表し、同時に同居親をほとんど完璧なよい存在として言い表す）           | 正常な両面感情       | 両面感情なし             | 両面感情なし                                       |
| 独立思考者現象（非同居親を拒絶しているのは自分自身の意思であって、同居親の影響ではないと言い張る）                       | 普通はない           | ある                     | ある                                               |
| 両親間の対立での疎外する親への反射的な支持                                                                               | 最少                 | ある                     | ある                                               |
| 非同居親への誹謗・中傷・搾取に対する罪悪感の欠如                                                                         | 普通の罪悪感         | 最少か欠如               | 欠如                                               |
| シナリオの借用（子供の表現が、片親疎外を引き起こそうとしている同居親の表現を模倣している）                               | 最少                 | ある                     | ある                                               |
| 非同居親の親戚・知人らへの憎悪や恐怖の対象の拡大                                                                         | 最少                 | ある                     | 手強い、しばしば狂信的                             |
| 訪問面会時にすぐ慣れるか                                                                                                 | 普通は慣れる         | 中度                     | 手強い、訪問できない                               |
| 訪問時の行為 | 良好                 | 時折、敵対的で挑発的     | 訪問しない、もしくは破壊的で、訪問中はずっと挑発的 |
| 同居親との結びつき | 強い、健全           | 強い、軽度から中度に病的 | 深刻に病的、 偏執的な結合                          |
| 非同居親との結びつき | 強い、健全かやや病的 | 強い、健全かやや病的     | 強い、病的                                         |

### 関連文献
- 青木聡「PAS（Parental Alienation Syndrome:片親疎外症候群）について」『大正大学カウンセリング研究所紀要』第33号、大正大学出版部、2010年3月、5-21頁、CRID 1520009410550849792、ISSN 0286-8261。
- 馬場陽 (2014年9月16日). “（離婚）「片親疎外症候群（PAS）」についての覚書（論点整理）”. 大津町法律事務所. 2024年6月7日閲覧。
- 柏木舞、髙坂康雅「親用片親疎外尺度（PASPJ）の作成と信頼性・妥当性の検討」『離婚・再婚家族と子ども研究』第4号、日本離婚・再婚家族と子ども研究学会、2022年、5-21頁、doi:10.51052/jarcds.4.0_32、ISSN 2436-7117。

### 参考ウェブサイト
- 片親引き離し症候群　Parental Alienation Syndrome[リンク切れ]
- 「離婚と子供」より、片親引き離しの症状[リンク切れ]
- 子どもの連れ去りと裁判・疎外親への対処方法
- 最高裁判所への報告書（pdfファイル）
- “面会交流を上手に : 離婚後の親が子どもの健やかな成長のためにしてやれること｜家庭問題情報誌『ふぁみりお』第34号掲載”. 家庭問題情報センター.   公益社団法人家庭問題情報センター (FPIC) (2005年). 2024年6月7日閲覧。